# 好德国人
好德国人是一个讽刺用语，指第二次世界大战后自称没有支持过納粹德國但在纳粹时期也一直不作声，未进行过任何有意义的抗争的德国人。那些自称在纳粹时期完全不知晓納粹大屠殺和德国战争罪行的德国人也被算作好德国人